# Glory (Iggy Azalea)
Glory è l'EP di debutto della cantante e rapper australiana Iggy Azalea, pubblicato nel luglio 2012.

## Tracce
1. Millionaire Misfits (featuring B.o.B) – 3:41
2. Murda Bizness (featuring T.I.) – 3:31
3. Runway (featuring Pusha T) – 3:40
4. Me, Myself, My Money – 3:51
5. Flash (featuring Mike Posner) – 4:17
6. Glory – 4:05